# Карими, Хамидулла
Хамидулла Карими (перс. حمیدالله کریمی‎; род. 6 февраля 1992, Герат) — афганский футболист, нападающий клуба «Туфан Харирод». Выступал в национальной сборной Афганистана.

## Карьера
Как и большинство других игроков в афганскую Премьер-Лигу 2012, Карими был отобран в кастинге «Green Field» подписал контракт с «Туфан Харирод». Дебют Карими в команде состоялся 21 сентября 2012 в матче против «Симурга Альборза». Карими забил второй гол. В итоге матч закончился со счётом 4:1 в пользу «Туфана». Во второй игре против «Оквабан Хиндукош» (4:0), он забил три гола, и сделал первый хет-трик в истории Афганской Премьер-лиги. В третьей, заключительной игре против «Мавихай Аму» ему удалось оформить хет-трик ещё раз. Таким образом, он единственный игрок, который во всех играх до полуфинала забил хотя бы один гол. В конце сезона Карими вместе со своей командой праздновал чемпионство.
Хамидулла Карими был признан бомбардиром Афганской Премьер-Лиги 2012 с 9 голами и тем самым больше чем любой другой игрок способствовал победе в чемпионате своей команды.

## Достижения
- Чемпион Афганистана 2012
- Лучший бомбардир премьер-лиги 2012